# Вестерн Лејк (Тексас)
Вестерн Лејк (енгл. Western Lake) насељено је место без административног статуса у америчкој савезној држави Тексас.

## Демографија
По попису из 2010. године број становника је 1.525.
| Група             | 2000.    | 2010.       |
| Белци             | 0 (0,0%) | 999 (65,5%) |
| Афроамериканци    | 0 (0,0%) | 9 (0,6%)    |
| Азијати           | 0 (0,0%) | 9 (0,6%)    |
| Хиспаноамериканци | 0 (0,0%) | 464 (30,4%) |
| Укупно            | 0        | 1.525       |